# Rorea
Rorea is een spinnengeslacht uit de familie Desidae. De soorten in het geslacht komen voor in Nieuw-Zeeland.

## Soorten
- Rorea aucklandensis Forster & Wilton, 1973
- Rorea otagoensis Forster & Wilton, 1973